# Điện Invalides

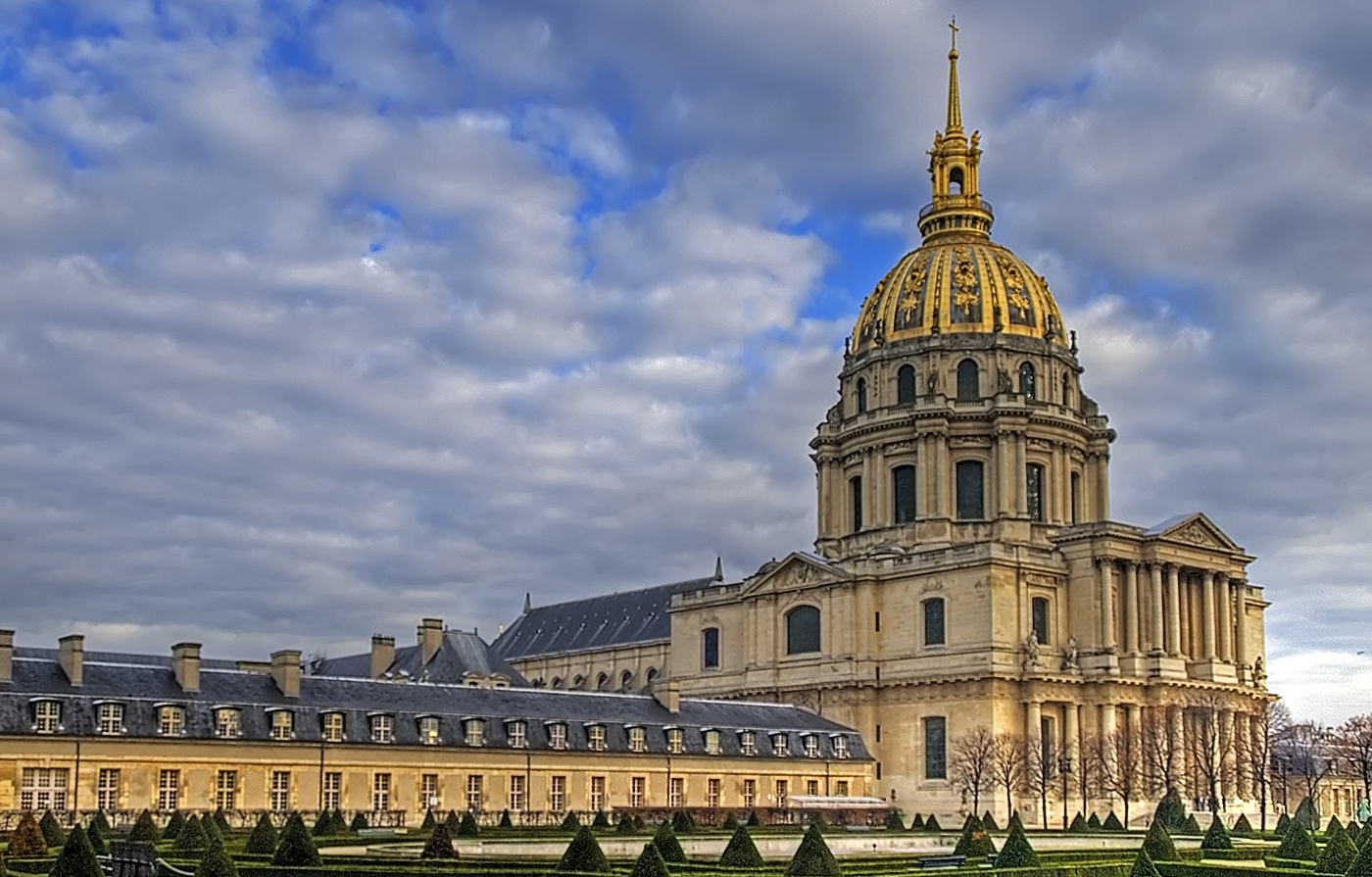
Điện Tàn phế Invalides

Điện Invalides phiên âm: Ăng-va-li(đơ), tạm dịch là Điện Thương binh hay Điện Tàn phế) là một công trình nổi tiếng của thành phố Paris. Được vua Louis XIV cho xây dựng vào cuối thế kỷ 17, mục đích ban đầu của Invaldes là bệnh viện dành cho các thương bệnh binh của quân đội hoàng gia (invalides nghĩa là người tàn phế, ám chỉ thương bệnh binh). Ngày nay, Invalides tiếp tục duy trì một phần nhỏ cho chức năng dưỡng đường quân y, phần lớn dành cho bảo tàng vũ khí và lăng quân đội. Đây là nơi an nghỉ của hoàng đế Napoléon Bonaparte cùng nhiều nhân vật nổi tiếng khác như Vauban, Turenne, Napoléon II.
| Métro Paris | Bến tàu điện ngầm: Invalides, La Tour-Maubourg hoặc Varenne |

## Lịch sử

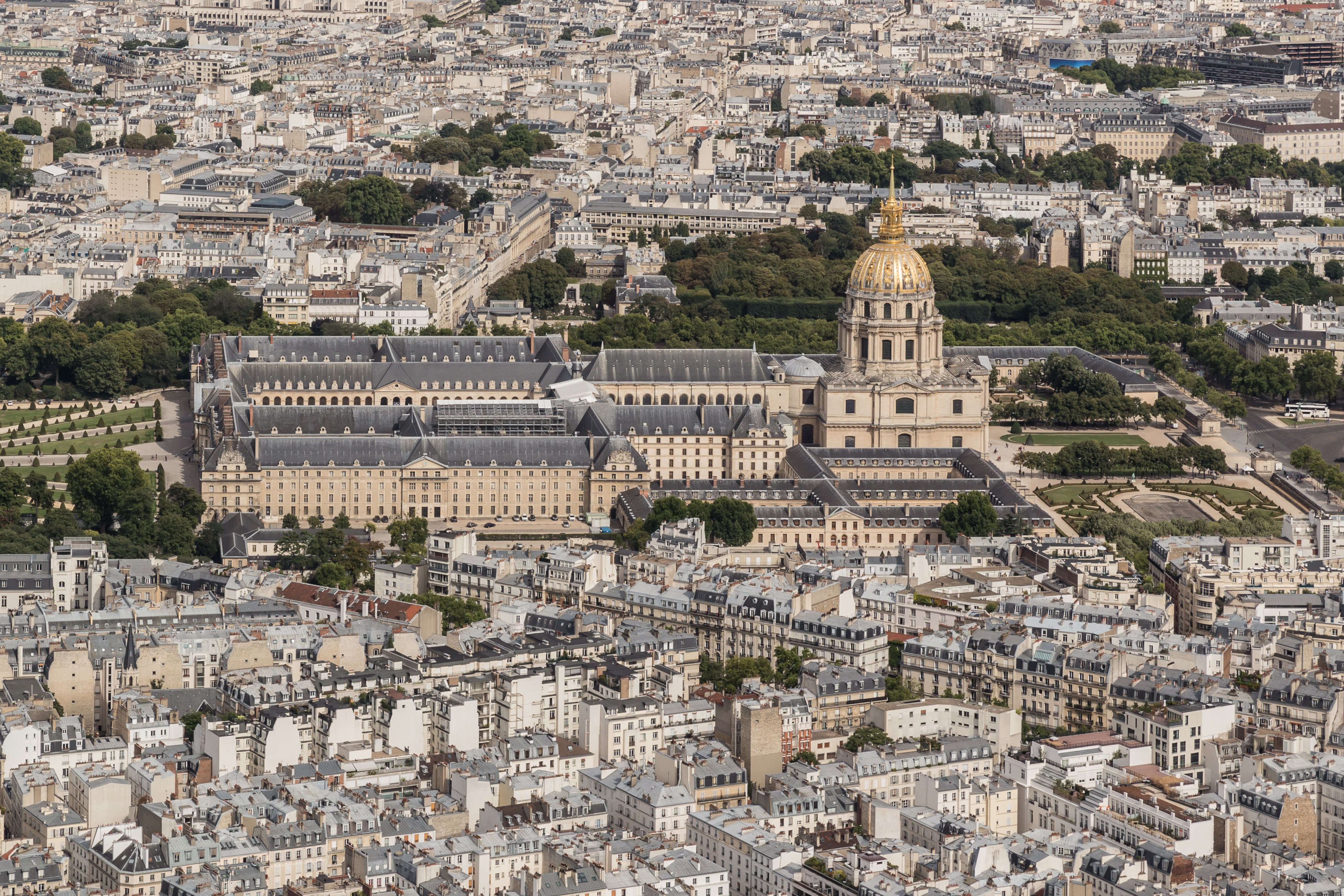

Sau cuộc chiến tranh 1667-1668, vua Louis XIV quyết định xây dựng một công trình dành cho các thương binh và cựu chiến binh của quân đội hoàng gia. Chiếu dụ ngày 12 tháng 3 năm 1670 ghi: "Dành cho những người đã dấn thân và không tiếc xương máu để bảo vệ nền quân chủ... trải qua quãng thời gian còn lại trong bình yên". Địa điểm được chọn là khu vực phía Tây vùng ngoại ô Saint-Germain-des-Prés và công trình sẽ mang nhiều chức năng: bệnh viện, nhà điều dưỡng, doanh trại và tu viện. Nhiệm vụ xây dựng được giao cho François Michel Le Tellier de Louvois, thư ký Ban chiến tranh nhà nước. Louvois mua lại khu đất Grenelle và viên đá đầu tiên được đặt xuống vào ngày 30 tháng 11 năm 1671 theo bản thiết kế của kiến trúc sư Libéral Bruant.

### Dưỡng đường

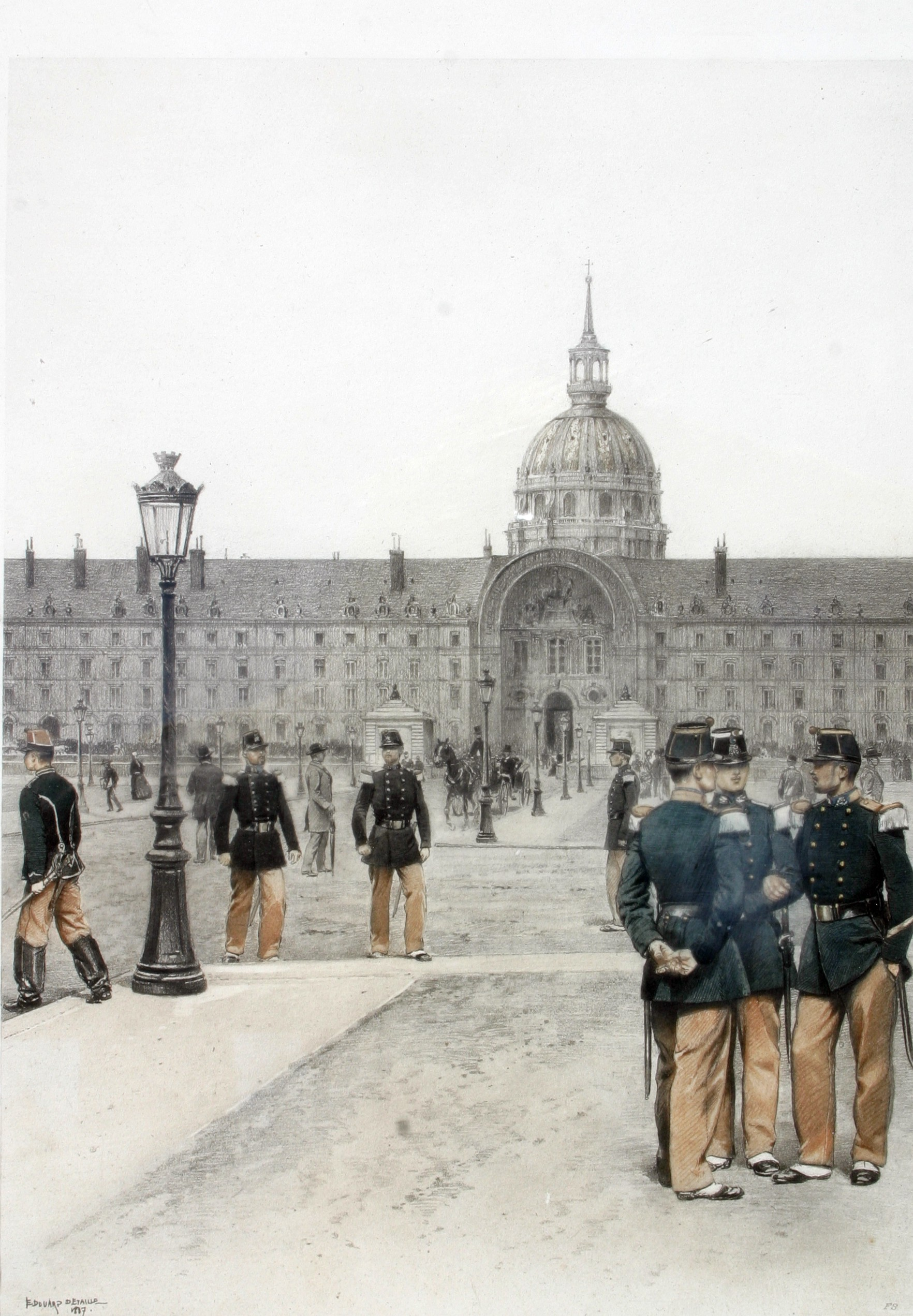
Invalides năm 1887

Việc xây dựng những tòa nhà đầu tiên, có sự tham gia của hai kỹ sư Simon Pipault và Michel Noblet, được tiến hành rất nhanh. Chỉ sau ba năm, tháng 10 năm 1674, vua Louis XIV đã đích thân đón các thương bệnh binh đầu tiên tới điện Invalides.
Dưỡng đường của Invalides bao quanh một sân vuông rộng - ngày nay được gọi sân danh dự. Tầng trệt hai dãy phía Đông và Tây là bốn phòng ăn tập thể lớn, ngày nay dành cho bảo tàng Vũ khí. Các nhà ăn này có thể phục vụ tới 1500 người. Bàn ăn xếp dọc theo bức tường, ở giữa là bàn uống nước và các thương binh bị cấm uống rượu. Nhà ăn phía Tây Bắc dài 44,26 mét, rộng 7,35 mét và cao 7,50 mét. Sàn nhà được lát đá, trần bằng gỗ, chân tường phủ lớp trang trí và bên trên treo các họa phẩm.
Bốn ngàn thương binh an dưỡng ở đây được chia thành các nhóm, làm việc trong những xưởng may quân trang, đóng giày, đóng sách và sản xuất thảm. Những người bị thương nặng, khoảng 100 người, được điều trị trong bệnh viện. Điện Invalides trở thành hình mẫu cho một số quốc gia châu Âu khác.

### Nhà thờ
Tổng thể Invalides tiếp tục được xây dựng với nhà thờ Saint-Louis, nằm ở phía Nam dưỡng đường. Công trình mang hai chức năng, vừa là nhà thờ quân đội, vừa là nhà thờ hoàng gia, nơi sẽ đón tiếp vua Louis XIV, người sáng lập Invalides.
Dự án được François Michel Le Tellier de Louvois giao cho kiến trúc sư trẻ Jules Hardouin-Mansart, cháu của kiến trúc sư François Mansart, vào tháng 3 năm 1676. Một tháng sau, Jules Hardouin-Mansart trình cho bộ trưởng thiết kế của mình. Lấy cảm hứng từ thiết kế của Libéral Bruant và các bản vẽ của François Mansart, nhà thờ mang hình chữ thập Hy Lạp với một mái vòm lớn được xem như một tuyệt tác của kiến trúc cổ điển Pháp. Bên trong nhà thờ được trang trí bởi Charles de la Fosse, Jouvenet và Girardon, những người cũng làm việc tại lâu đài Versailles. Ngày 28 tháng 8 năm 1706, đích thân Louis XIV khánh thành công trình.
Tới thời Napoléon, mái vòm trở thành ngôi đền vinh danh quân đội. Thi hài Thống chế Turenne và trái tim của Vauban được chuyển về đây. Vào năm 1989, nhân dịp kỷ niệm 100 năm Cách mạng Pháp, mái vóm được trang trí lại lần thứ năm. 550 000 lá vàng, tức khoảng 10 kg được sử dụng cho công việc này.
Điện Invalides tiếp tục chức năng dưỡng đường và bệnh viện quân y cho tới cuối thế kỷ 19. Vào thời kỳ Cách mạng Pháp, đám đông đã cướp 32 ngàn khẩu súng trữ trong kho của Invalides. Sau khi trở thành ngôi đền quân đội, nơi đây đón nhận các bộ sưu tập của bào tàng Vũ khí. Năm 1900, Invalides chỉ còn 127 bệnh binh trú ngụ và chức năng bệnh viện bị loại bỏ. Sau chiến tranh, số thương binh lại tăng lên. Hiện nay điện Invalides thuộc Viện thương binh quốc gia (Institution Nationale des Invalides), tiếp tục là nơi điều dưỡng cho khoảng 100 thương bệnh binh.
Từ thời Đệ ngũ cộng hòa, điện Invalides là một trong những địa điểm được xem xét để làm dinh tổng thống, nhưng dự án này vẫn không được thực hiện. Từ năm 1996, điện Invalides được sửa chữa lại và hiện đại hóa. Công việc gồm 5 giai đoạn và kéo dài tới năm 2009.
| Invalides năm 1683 | Invalides nhìn từ bãi cỏ phía Bắc | Invalides nhìn từ tháp Montparnasse | Lối vào phía Bắc |

## Điện Invalides

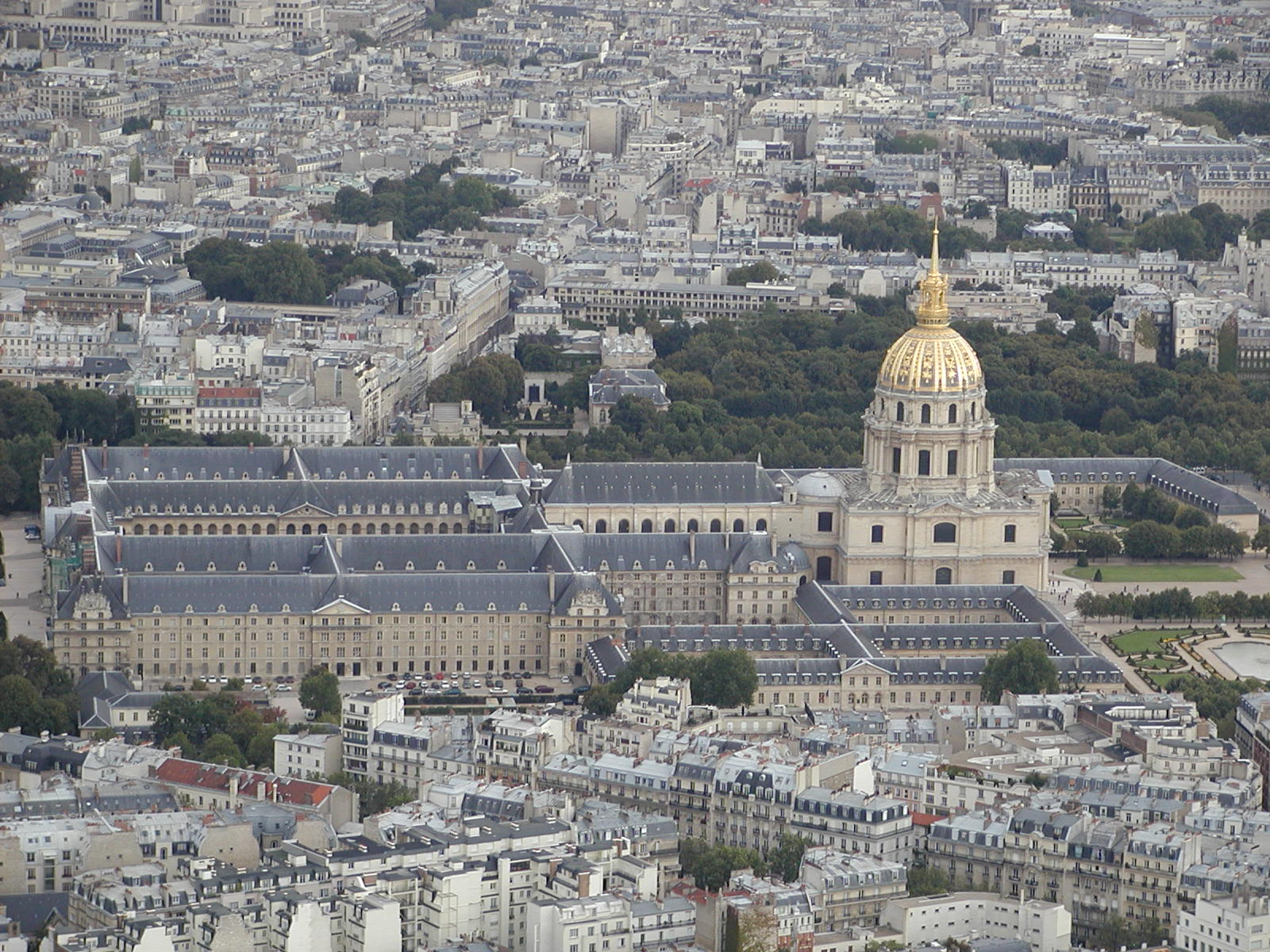
Invalides nhìn từ tháp Eiffel

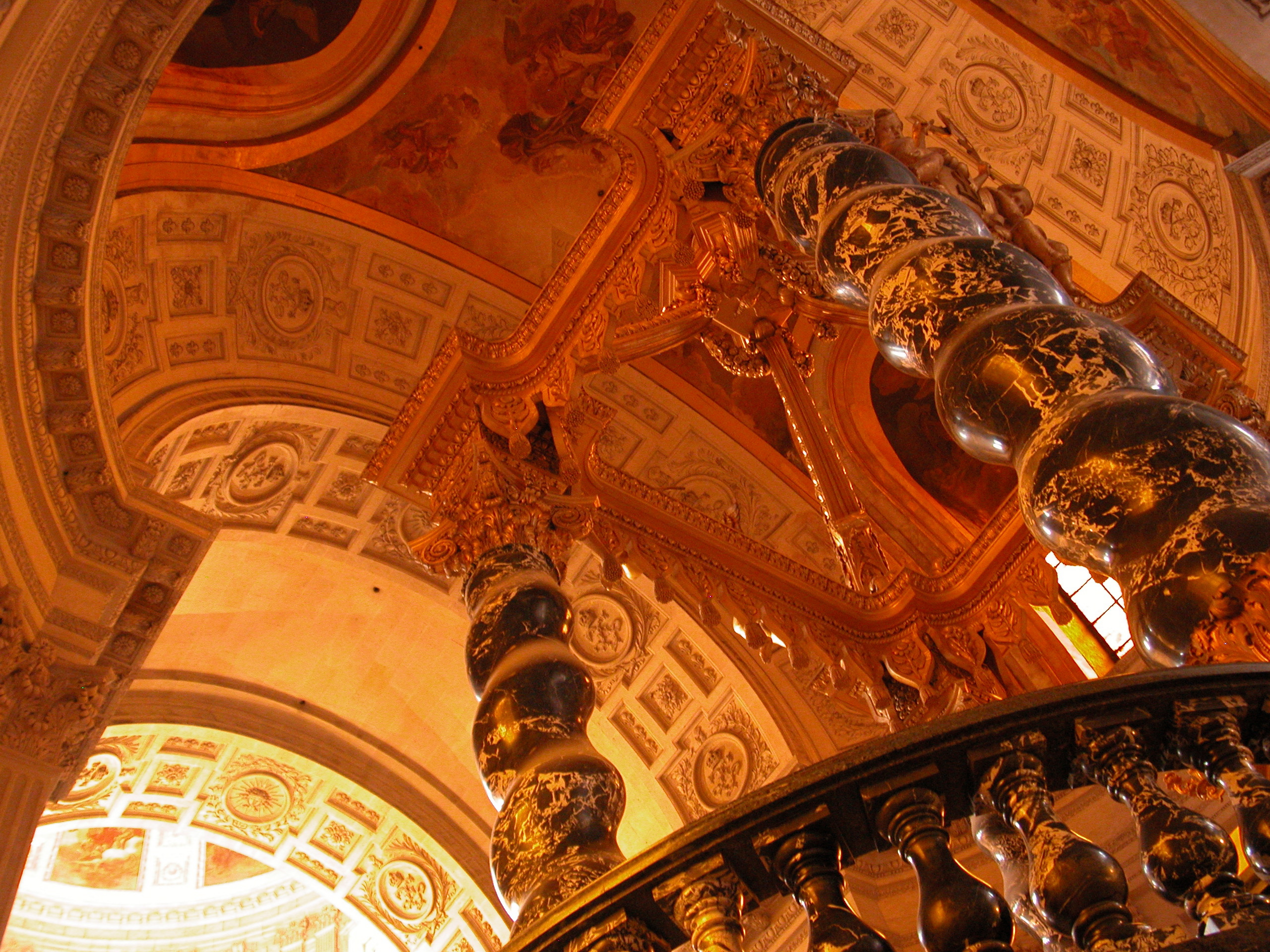
Trang trí trần Invalides

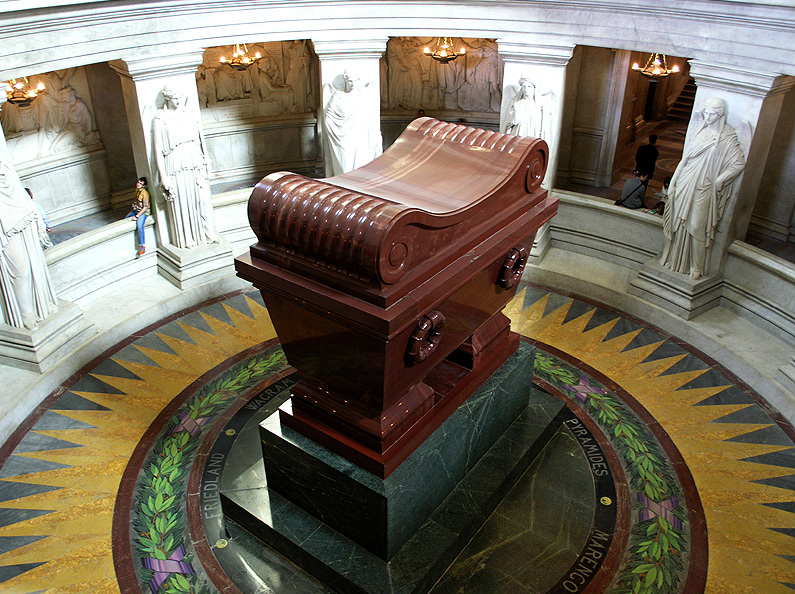
Mộ Napoléon Bonaparte

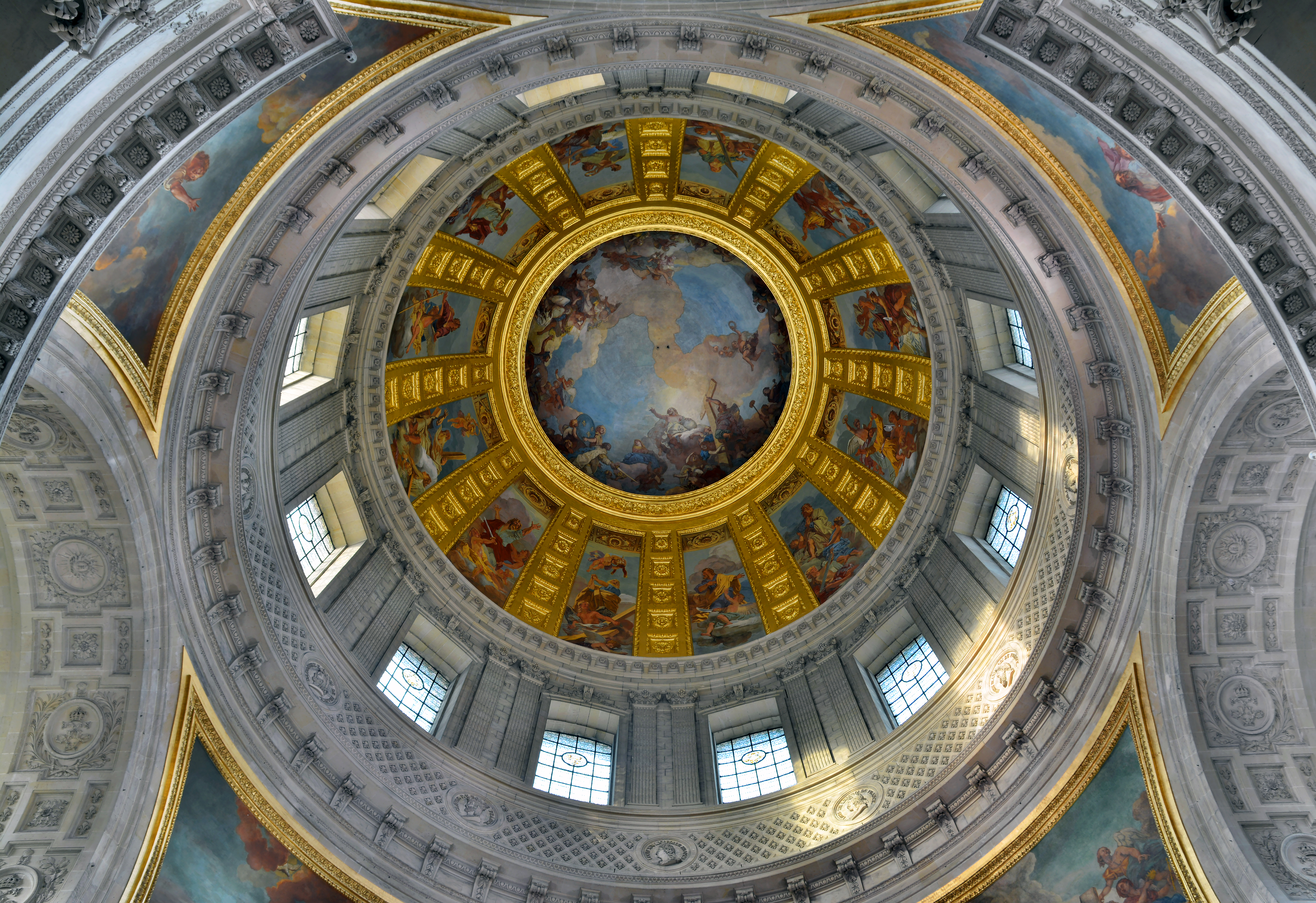
Bên trong mái vòm

Điện Tàn phế nằm tại Quận 7 thành phố Paris, thuộc khu vực tập trung nhiều công trình nổi tiếng: tháp Eiffel, École Militaire, bảo tàng Orsay, bảo tàng Rodin. Mái vòm mạ vàng của điện là một điểm nhấn quan trọng trong khung cảnh thành phố. Phía Nam Invalides, đại lộ Breteuil chạy thẳng dẫn tới quảng trường Breteuil. Bãi cỏ phía Bắc của điện rộng 32 800 m², kéo dài tới bờ sông Seine, vị trí cầu Alexandre-III. Các tòa nhà hai bên bãi cỏ còn có sự hiện diện của một số địa chỉ quan trọng: Đại sứ quán Áo và Đại sứ quán Phần Lan, nhà khách hàng không của Air France và Bộ Ngoại giao Pháp. Từ Invalides, tới cầu Alexandre-III và thẳng tiếp sang bên kia sông là đại lộ Winston-Churchill với hai công trình Grand Palais và Petit Palais ở hai bên.
Các dãy nhà của Invalides được xây dựng vuông góc và đối xứng Đông Tây, tạo thành 15 sân và vườn nhỏ bên trong. Sân lớn nhất mang tên sân danh dự (cour dʼhonneur), nằm ở chính giữa. Nhà thờ, ở phía Nam, có đỉnh mái vòm cao 101 mét. Dàn đại phong cầm nhà thờ được xây dựng từ 1679 tới 1687 và được sửa chữa lại trong khoảng thời gian 1955 đến 1957. Bên trong điện và bên ngoài phía Bắc được trang trí các khẩu pháo đặt rải rác. Kiến trúc của điện Invalides đã trở thành hình mẫu cho một số công trình nổi tiếng khác, như điện Capitol và tòa thị chính San Francisco ở Hoa Kỳ.

### Lăng quân đội
Điện Invalides đã trở thành lăng quân đội dưới thời Napoléon. Sau khi mất, đến năm 1840, thi hài của Napoléon được vua Louis-Philippe quyết định sẽ chuyển về Paris. Hoàng tử Joinville tới đảo Sainte-Hélène, chuyển thi hài Napoléon về đến Le Havre. Từ đó, tiếp tục bằng thuyền theo sông Seine về tới Paris ngày 15 tháng 10 năm 1840. Thi hài được đưa qua Khải Hoàn Môn rồi đại lộ Champs-Elysées, quảng trường Concorde và về Invalides.
Được đặt bên mộ Napoléon là mộ Joseph Bonaparte và Jérôme Bonaparte, hai anh em của Napoléon, cùng hai vị tướng Gérard Christophe Michel Duroc và Henri Gatien Bertrand. Thi hài Napoléon II, con trai của Napoléon Bonaparte, cũng được đưa về Invalides năm 1940 như một món quà của Adolf Hitler dành cho nước Pháp. Hitler đã tới thăm mộ Napoléon vào ngày 23 tháng 6 năm 1940.
Điện Invalides còn là nơi yên nghỉ của nhiều nhân vật quân đội khác của Pháp, trong đó có một số chỉ huy trong Chiến tranh thế giới thứ nhất và Chiến tranh thế giới thứ hai. Các giám đốc của Invalides, những người đều có một vị trí quân sự, cũng được án táng ở điện.

#### Một số nhân vật nổi tiếng
Thời kỳ quân chủ và Cách mạng
- Thống chế Turenne
- Trái tim của Thống chế Vauban.
- Trái tim của La Tour d'Auvergne
- Tướng Marceau
- Rouget de Lisle, tác giả La Marseillaise

Thời Đệ nhất đế chế
- Napoléon Bonaparte
- Napoléon II
- Joseph Bonaparte và Jérôme Bonaparte
- Hai tướng Géraud Christophe Michel Duroc và Henri Gratien Bertrand

Các chỉ huy trong thế chiến
- Ferdinand Foch
- Louis-Hubert Lyautey
- Philippe Leclerc de Hauteclocque
- Jean-Marie de Lattre de Tassigny
- Alphonse Juin
- Robert Nivelle
- Charles Mangin

### Bảo tàng Vũ khí
Bộ sưu tập của bảo tàng Vũ khí bắt nguồn từ những bộ sưu tập của các vị vua Pháp, một số hiện vật từ kho hoàng gia thế kỷ 17. Các vũ khí này đều là minh chứng cho những tiến bộ của công nghệ quân sự. Từ năm 1663, vua Louis XIV quyết định tạo nên bộ sưu tập các đồ vật hoàng gia, lưu trữ và bảo quản một bộ sưu tập vương miện. Sau nhiều lần thay đổi địa điểm, bộ sưu tập được lưu tại một điện ở vị trí quảng trường Concorde ngày nay. Từ 1778, một ngày trong tháng, công chúng được phép vào chiễm ngưỡng những hiện vật này.
Cách mạng Pháp rồi chiến tranh đã khiến một số hiện vật bị thất lạc. Cuối thế kỷ 19, sau cuộc chiến tranh Pháp-Phổ, bộ sưu tập được chuyển về Invalides. Năm 1905, bảo tàng Pháo binh - có từ năm 1852 - và bảo tàng Lịch sử vũ khí - từ thời Cách mạng - hợp thành bảo tàng Vũ khí. Ngày nay, bảo tàng Vũ khí của Invalides sở hữu nhiều hiện vật quan trọng bậc nhất của lịch sử quân sự. Bảo tàng mở cửa hàng ngày từ 10:00 sáng đến 6:00 chiều.
|                          |                                                                    |                                |                      |
| Hàng pháo ở sân phía Bắc | Taxi từng chở lính ra mặt trận trong Chiến tranh thế giới thứ nhất | Súng hơi của Kunitomo Ikkansai | Áo giáp của Càn Long |